# Media iteración
La media iterada de una función f (denotada por f1/2) es cualquier función que satisfaga lo siguiente
f1/2(f1/2(x)) = f(x)
La media iteración es un caso especial de iteración fraccional de funciones.

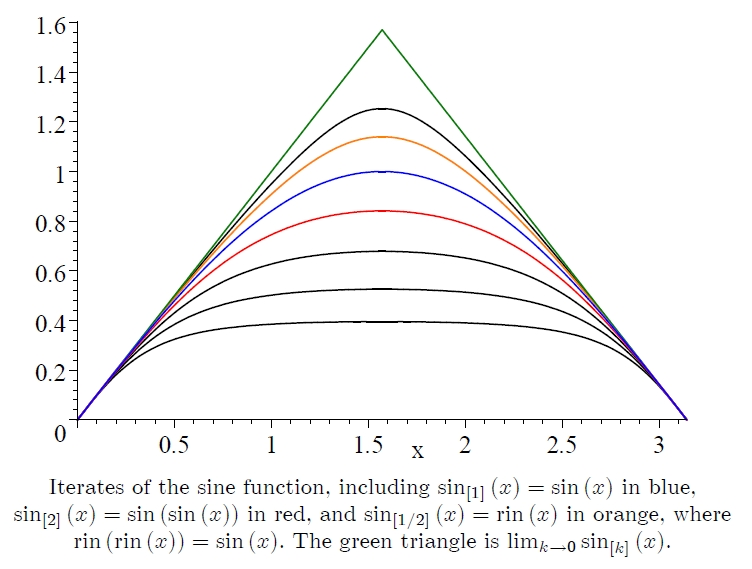

Para un ejemplo de este uso, vea el artículo sobre cálculo fraccional.
- Datos: Q3890203